# Dendrogale melanura
La tupaia a coda sottile del Borneo (Dendrogale melanura) è una specie di tupaia diffusa nella parte malese del Borneo, dove predilige le aree ricoperte da foresta pluviale.
Se ne contano due sottospecie:
- Dendrogale melanura baluensis (Lyon, 1913)
- Dendrogale melanura melanura (Thomas, 1892)

Lunga una trentina di centimetri (almeno metà dei quali costituiti dalla lunga coda), ha un manto nerastro sul dorso e giallognolo sul ventre: una striscia giallastra è presente anche ai due lati del muso, dal naso alle orecchie, passando appena sotto gli occhi, che sono invece attraversati da un'altra fascia di colore nero. Sulle spalle e sul posteriore i peli presentano sfumature color rame.